# José Carlos Cataño
José Carlos Cataño (La Laguna, Islas Canarias, 30 de agosto de 1954 - Barcelona, 8 de agosto de 2019) fue un poeta, narrador y ensayista canario.

## Estudios
Estudio Bellas Artes en la Universidad de Tenerife y se licenció en Filología Románica en la Universidad de Barcelona en 1977. Ingresa como miembro de la Academia Canaria de la Lengua en 2009.

## Trayectoria
En 1977 se convierte al judaísmo ante un tribunal rabínico en Marruecos. Desde esta posición ha escrito en prensa denuncias sobre el antisemitismo español y ha emprendido proyectos sobre los judíos en África, Canarias y Barcelona. Su adscripción a un judaísmo diaspórico y reformista, le llevó a escribir una de las pocas novelas en castellano, a excepción de La vida perra de Juanita Narboni de Ángel Vázquez, que recoge la jaquetía de los judíos del norte de Marruecos y el ladino balcánico y turco: De tu boca a los cielos.
Colaborador en publicaciones internacionales como Atlântida - Instituto Açoriano de Cultura (Açores), Fisura (Nueva York), Fractal (México), Letras Libres (México), Noaj (Jerusalén), INTI. Revista de Literatura Hispánica (University of Connecticut), (Storrs), (Estados Unidos) y Vuelta (México), ha ofrecido conferencias y lecturas poéticas en Siracusa (Sicilia), Jerusalén, Montevideo, Museo de la Casa del Poeta Ramón López Velarde de México, D. F., VI Festival Internacional de Poesía de El Salvador, Lyon (Francia), Internacional Festival of Poetry Smederevo’s Poet Autumn (Serbia), Ex Border. Festa della Cultura, Gorizia (Friul), Nueva York (Instituto Cervantes , Hofstra University , Cornelia Street Café), I Encontro Internacional de Poesia: “A Condição de Ilhéu”, Ponta Delgada, Ilha de São Miguel, Azores, Festival Internacional de Poesía de Granada, Granada (http://fipgranada.com/index.php?option=com_k2&view=item&id=146:programa-2016&Itemid=147)
Ha celebrado diversas exposiciones individuales de dibujos. Sus fotocollages han sido exhibidos en Espai d'Art Puntoaparte, Barcelona, 2013, Tenerife Espacio de las Artes (TEA), Santa Cruz de Tenerife, 2015, y S/t Espacio Cultural, 2016, Las Palmas de Gran Canaria.
Su obra ha sido estudiada, entre otros libros, en Littératures espagnoles contemporaines, G. de Cortanze (Université de Bruxelles, Bruselas, 1985), Poesía española (siglo XX), J. Marco (Edhasa, Barcelona, 1986), Cent ans de littérature espagnole, G. de Cortanze (Editions de la Différence, París, 1989), Lectura de poesía canaria contemporánea, J. Rodríguez Padrón (Colección Clavijo y Fajardo, Islas Canarias, 1991), Antología europea, F. Doplicher (Editore Avezzano, Roma, 1991), Historia crítica de la literatura española, F. Rico edt. (Editorial Crítica, Barcelona, 1992, Historia de la literatura española y latinoamericana, G. Sobejano edt. (Alianza, Madrid, 1993), Antología de la poesía canaria contemporánea (1940-2000), M. Martinón (Instituto de Estudios Canarios, Santa Cruz de Tenerife, 2003), The Cambridge History of Spanish Literature, D. Thatcher Gies (Cambridge University Press, 2004), Campo abierto: El poema en prosa en España entre dos siglos, M. Agudo Ramírez y C. Jiménez Arribas (DVD Ediciones, Barcelona, 2005).
Ha ejercido un papel destacado en la difusión de la cultura canaria en el exterior como director en Barcelona del ciclo El Papel de Canarias y como impulsor de iniciativas similares en colaboración con el Departamento de Cultura de la Generalidad de Cataluña y la Fundación La Caixa. Por otra parte,  ha impulsado exposiciones, talleres de arte contemporáneo y ciclos teóricos en Cataluña, Canarias e Italia, como Trilateral, Travesías y Orientalismos.
Es miembro honorario de la Academia Canaria de la Lengua.

## Obra

### Poesía
- Disparos en el paraíso, Edicions del Mall, Barcelona, 1982.
- Muerte sin ahí, Edicions del Mall, Barcelona, 1986.
- El cónsul del mar del Norte, Editorial Pre-Textos, Valencia, 1990.
- A las islas vacías, Ave del Paraíso Ediciones, Madrid, 1997.
- En tregua, Plaza & Janés, Barcelona, 2001.
- El amor lejano. Poesía reunida, 1975-2005, Reverso Ediciones, Barcelona, 2006.
- Lugares que fueron tu rostro, Editorial Bruguera, Barcelona, 2008.
- Obra poética (1975-2007), Editorial Pre-Textos, Valencia, 2019.
- El cónsul del mar del Norte (Edición ampliada), Sello editorial Bokeh, Leiden, 2019.

### Narrativa
- Madame, Ediciones Península, Barcelona, 1989.
- De tu boca a los cielos, Edicions del Mall, Barcelona, 1985, 2. ª edición: Anroart Ediciones, Las Palmas de Gran Canaria, 2007.

### Diarios
- Los que cruzan el mar. Diarios, 1974-2004, Editorial Pre-Textos, Valencia, 2004.
- De rastros y encantes, Asociación de Amigos del Libro Antiguo de Sevilla, Secretariado de Publicaciones de la Universidad de Sevilla, Sevilla, 2011[3]
- La próxima vez (2004-2007), Biblioteca de la Memoria, Editorial Renacimiento, Sevilla, 2014.
- La vida figurada (2008-2009), Biblioteca de la Memoria, Editorial Renacimiento, Sevilla, 2017.
- El porvenir del horizonte (2010-2018), Biblioteca de la Memoria, Editorial Renacimiento, Sevilla, 2021.

### Ensayo
- Antología poética de Saulo Torón, Biblioteca Básica Canarias, Islas Canarias, 1990.
- Casi tal cual. La fotografía de Humberto Rivas, Lunwerg Editores, Barcelona, 1991.
- Escritos, colección Pasos Sobre el Mar, Las Palmas de Gran Canaria, 1994.
- Aurora y exilio. Escritos, 1980-2006, La Caja Literaria, Santa Cruz de Tenerife, 2007.
- Cien de Canarias. Una lectura de la poesía insular entre 1950 y 2000, Ediciones Idea, Santa Cruz de Tenerife, 2009.
- Agunas mínimas de José Carlos Cataño frente al volcán de la isla de Corvo, Los Papeles del Sito, Sevilla, 2017.

## Citas del autor
Todos llevamos un paisaje interior, de una época imprecisa, que reconocemos en otros lugares

No supimos disponernos ni para la aparición de un dios ni para el resplandor de su ausencia. Vivimos, sin más, como lo que se sucede en lo precario

A la melancolía le falta la «u» de la muerte para ser perfecta

Lo que supones, hasta que no pasa, solo puedes suponerlo. Y cuando sucede siempre es distinto

A veces no sabe uno por qué, o cómo, sigue vivo. Y les pide a las nubes que sean más densas, que cobren un cuerpo más notorio, y que la realidad se haga más intensa en las venas. Que todo siga fluyendo. Y que uno tenga mayor consistencia para que, nunca más, a él se lo lleven mar adentro

La aurora, presenciada desde el aire, lleva con ella los primeros colores del mundo; y un ribete rojo, que es el eco de la ignición del origen

La mariposa no se cree nunca la flor que sobrevuela. Y vuelve y vuelve y vuelve hasta que la toca el final del día

Cuando pierdes algo vives su dolor, y ahí termina la experiencia para muchos. Otros aprenden, con el dolor, a vivir lo perdido. El dolor, entonces, ya no es de algo, sino de la vida que lo albergaba. No obstante, saber vivir sin el dolor y sin la pérdida lo pueden alcanzar unos cuantos, para quienes la vida es desposesión y seguir callado

Lo que me gusta de la lluvia es que es ella misma, sin más. Dices que llueve, y no puede ser sino eso. Se concentra en sí misma. Por eso cae, corre por los sumideros, desaparece

Nos miramos y seguimos, se dicen con asombro aquellos que se amaron, aquellos que fueron tanto cuando estaban juntos. Ceniza radiante

La vida es un puente hacia la verdad, cuyo peso se enamora del abismo

Mi sangre es la sombra de una inmensa ruina / que resiste disiparse en los resuellos del sol